# Fétichisme de la cigarette

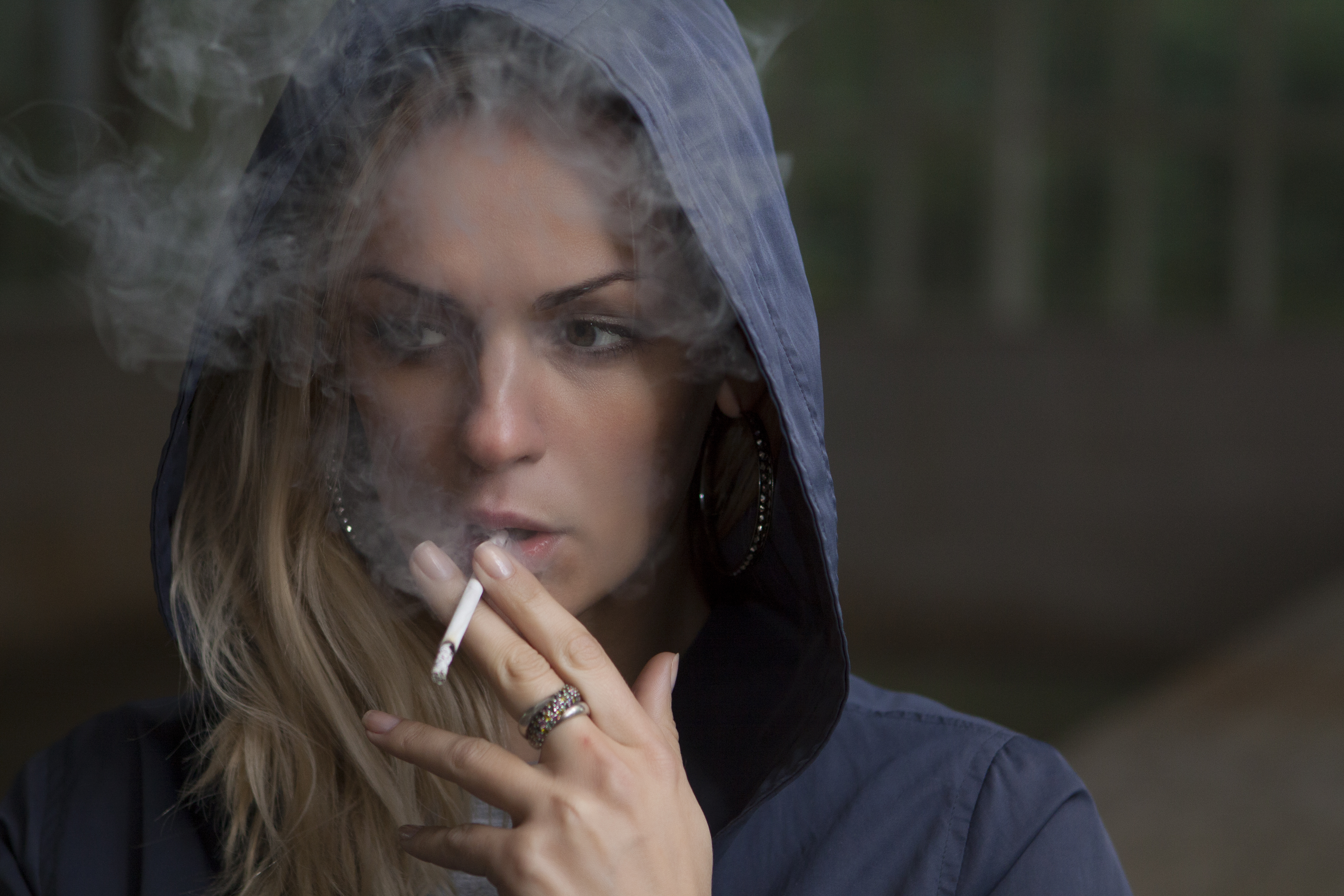
Photographie d'un mannequin en train de fumer.

Le fétichisme de la cigarette (ou capnolagnie) est une paraphilie fondée sur l'aperçu ou l'image d'un individu en train de fumer. Pour nombre de fétichistes, ce fétichisme serait survenu durant la petite enfance. Dans la culture homosexuelle, ce fétiche représente souvent l'image de la masculinité. Une étude de 2003 démontre qu'il n'existait auparavant aucune étude concernant ce fétichisme mais qu'il a déjà été cité dans « quelques journaux. »

## Vidéos
D'après une étude effectuée en 2003, la nudité n'apparaît pas nécessairement dans les vidéos, et ce qui compte (selon leurs dires), « c'est le look, l'attitude, la manière de fumer. » The Wall Street Journal rapporte en 1996 le succès d'une vidéo à 35 dollars intitulée Paula qui exposait une femme « inhalant et expirant des cercles de fumée ». Des vidéos peuvent être trouvées sur des sites de partage comme YouTube, et en image sur Flickr.

## Causes
Les raisons pour lesquelles un individu ait développé un tel fétichisme varient. Chez les hommes hétérosexuels, ce fétichisme s'associe souvent aux lèvres ou à la fellation, et l'excitation s'effectue plus grâce à l'image d'une femme qui fume plutôt que par l'odeur de la cigarette. Il semble que l'odeur et le goût de la cigarette possèdent un rôle plus important dans le comportement des femmes plutôt que des hommes. 
Cependant, certains fétichistes sont plutôt fascinés par les effets addictifs et néfastes de la cigarette, et de sa capacité à causer des dégâts à la santé (cancer du poumon, notamment). La plupart des fétichistes sont fortement attirés par l'aspect glamour d'une femme qui fume. La cigarette pourrait être également considérée comme un symbole phallique ou, à la suite des mouvements anti-tabac, comme un élément érotisé, dominant et provocant.

## Symptômes
Les symptômes de la capnolagnie désignent l'attirance d'un individu pour les hommes ou femmes qui fument. Que ce soit par l'odeur ou par l'image, les individus sexuellement attirés par d'autres individus en train de fumer sont considérés comme fétichiste de la cigarette. Les individus possédant au moins l'un des trois symptômes suivants sont considérés comme fétichiste de la cigarette : être sexuellement excité par un individu en train de fumer ; des fantasmes sexuels répétés impliquant des individus qui fument ; et des besoins sexuels impliquant des individus en train de fumer. 
Cependant, la capnolagnie n'est pas considérée comme un trouble psychologique mais plutôt comme une pratique sexuelle inhabituelle et, comme pour de nombreux fétichistes, aucune aide n'est recherchée, à moins que cela ne nuise à leur vie quotidienne. La majorité de ces individus apprennent à accepter leur fétichisme et réussissent malgré tout à obtenir une gratification d'une manière souvent appropriée.